# Alfred Gusenbauer
Alfred Gusenbauer, född 8 februari 1960 i Sankt Pölten i Niederösterreich, är en österrikisk socialdemokratisk politiker (SPÖ). Från 2000 till 2008 var han partiledare för SPÖ och från januari 2007 till december 2008 var han Österrikes förbundskansler.